# 侯西铁路
侯西铁路，东起同蒲铁路的侯马站，向西沿汾河至禹门口跨越黄河，经渭北的四县市与咸铜支线上的阎良站接轨，再与咸铜支线共轨至咸阳站，东转与陇海铁路共轨至西安站。侯马至阎良的新线全长288.5公里。其中张桥站至钟家村站与西延线共轨。
侯西铁路在西安与陇海铁路、西康铁路及包西铁路相连，在侯马与侯月铁路、同蒲铁路相接。其中陕西境内路段归西安铁路局管辖，山西境内路段归太原铁路局管辖。
随着黄韩侯铁路的兴建，侯西铁路侯马站至芝阳站既有线122.8km与黄韩侯铁路共线，实施电气化改造并增建复线。在侯西铁路南永宁站至合阳站区间新建西庄线路所，西庄线路所至钟家村站既有侯西铁路83km实施电气化改造。钟家村站（为老西延铁路接轨站）至张桥站（为新、老西延线接轨站）为既有侯西铁路与老西延线共线的11km，增建复线并电气化，其中复线工程列入包西线增建二线工程。

## 历史
1958年由铁道部第三勘测设计院设计。1959年由太原铁路局、西安铁路局分别担负各自省境内线路修建任务。
陕西境内的禹门口-阎良段1958年10月开工，1962年5月下马停工。因韩城煤田开发，韩城至阎良段铁路1970年1月复工，1977年6月竣工，全长210.3公里，设21站。 